# Baloumgou
Baloumgou est un village du Cameroun de la commune de Bangou. La commune est située dans le département des Hauts-Plateaux de la région de l'Ouest, en pays bamiléké. Les conflits armés avec les villages voisins notamment les Bangou et les Bangoua durant le début du XXe siècle contribuent au façonnage actuel du village. Cependant le village bénéficie aujourd'hui des infrastructures administratives qui ont permis son désenclavement, notamment un réserve forestière classée au patrimoine national Camerounais.

## Géographie

### Localisation
Baloumgou se situe à l'extrême Sud du département des Hauts Plateaux dans la région de l'Ouest du Cameroun. Il appartient préalablement au département de la Mifi dans les années 1993. Le village s'étend entre le 5°05' et 5°15' de latitude Nord et 10°20 et 10°27 de longitude est. Le village s'allonge du sud au nord du 5°16 au 5°18 de latitude Nord et, de l'ouest à l'est, il s'étend du 10°19' et 10°22' méridien Est, ce qui correspond à une superficie d'environ 110 km2.

### Villages Limitrophes
Le village se situe à 2,4 km de Bamena, 4,03 km de Bangoua, 11 km  de Batoufam, et à 17 km de Bangou.
Le village compte sept quartiers : Ngwetcha, Tswetcha, Ngwetche poutswe, Pokeue, Toukon, Tchichi, Fopsac.

### Géologie et relief
Le village est situé au nord-est du mont Batcha, la majorité du territoire est constituée des massifs volcaniques. L'altitude varie entre 1 000 m qui correspondent à la hauteur du mont Batcha et 1 800 m du mont Toudieu. Une dénivellation d'environ 20 km de long sur une hauteur de 300 m sépare le haut plateau de la vallée. Da manière plus globale, les massifs volcaniques constituent les 3/5e de la superficie totale, et les vallées occupent les 2/5e restants. Cependant, l'on trouve de façon alternative sur tout le territoire des petits massifs montagneux d'une part et des cours d'eau donc le débit varie en fonction des différentes saisons atmosphériques.

### Hydrographie
L'essentiel de l'hydrographie de Baloumgou se compose des sources de rivières. Elles coulent du sud vers l'est. C'est le cas de la rivière principale Chekong, qui prend sa source dans le Seche, la rivière Mekoo qui a sa source dans les eaux de raphiales; et de la rivière Pang - pang.

### Climat
Le climat est de type subéquatorial de mousson à dominante humide et fraîche, à une saison de pluie allant du mois de mars au mois de novembre. La température annuelle moyenne est de 19,6 °C, pour une hauteur de précipitations moyennes de 1 905 mm. Nous avons deux types de saisons: une saison de pluies (Mars - Octobre) et une courte saison sèche (Novembre - Février).

### Végétation
La prairie représente l'essentiel de la végétation des Baloumgou. Les plantes de raphia constituent une bonne partie de la végétation des vallées. Ces bambous de raphia constituent la matière première des habitants pour la confection des meubles (lits, chaises, tables) d'une part et pour la fabrication des vins de raphia, un breuvage largement apprécié par les autochtones. La propriété des raphias à stocker d'énormes réserves d'eau favorise une agriculture qui s'étend tout au long de l'année, même en saison sèche.

### Sol
Les sols du village se répartissent en trois groupes : les sols ferrallitiques dérivés de basaltes que l'on retrouve dans les quartiers Gwetcha, Pokeheu; les sols peu évolués issus des roches volcaniques et riches en matières organiques; les sols hydromorphes - sableux que l'on retrouve dans les fonds marécageux. De façon plus générale, les sols sont plus fertiles sur les versants que sur les sommets. Cependant, il faut aussi noter la présence majoritaire des plateaux inhérents à la région de l'Ouest du Cameroun. On y retrouve deux grands groupes de plateaux : le plateau granito-gneissque du sud, sur lesquels on retrouve du granite; les plateaux basaltiques du nord.

### Voies de communication et transport

#### Voies de communication
On accède au village par trois axes routiers, l'axe Bangoua - Baloumgou, l'axe Bamena - Baloumgou, et l'axe Bangou - Balougoum;

## Toponymie
Le nom Baloumgou connaît plusieurs déclinaisons du fait de la colonisation occidentale. Le nom se décompose en trois syllabes : Ba = Originaire de; Loum = Une transformation en langue française de « Leup » qui signifie territoire, et Gou = une transformation Française de « Ngeu » qui signifie « grand, gigantesque ». Finalement, le nom Baloumgou signifie les populations du grand territoire.
Cependant, il existe une autre traduction locale du nom Baloummgou : Ba = Originaire de..., Loum = trompette ou tambour de rassemblement, Gou = grand. ce qui se traduit part « la population de la grande trompette ou le du grand tambour de rassemblement ».
Une troisième signification nous est donnée de la manière suivante: "Temps de guerre pour rassembler les guerriers".

## Histoire
Les Baloumgou sont des descendants des immigrés du peuple Tikar, Il s'agit des chasseurs partis de Bankim, dans la plaine du Tikar qui s'installent à Mbo. Les ancêtres connus les plus éloignés du village Baloumgou sont Tchaptcui et Kouagou d'après certains patriarches du village Baloum, les premiers chefs des villages Baloum, Melong 2 Bamena et Bangoulap sont des jumeaux originaires de la chefferie BALOUMGOU dans le département des hauts plateaux. Ainsi, dans une chefferie Bamena, se trouve la case du tout premier chef Baloumgou, sa majesté Kouadjo. La tradition orale reconnaît néanmoins quatorze chefs historiques:
| 1 - Kouadjo    | 2- Kekswe  | 3- Tanse Douo  | 4 - Tankoua  | 5- Kouakep    | 6 - Tassepa'a     | 7 - Mepedjo        |
| 8 - Tcheepbong | 9 - Toukep | 10 - Ngomedjeu | 11 - Kouamou | 12 - Djahango | 13 - Djomo Zachee | 14 - Wache Norbert |

### Les origines selon la tradition orale
Selon la tradition orale, tout commence sur un territoire appelé Leup. Ce territoire appartient au roi Leup, qui a cinq fils. Ces princes deviennent des rois dans leurs territoires respectifs. Un des cinq fils accouche par la suite deux garçons qui deviennent à leur tour rois dans leurs terres respectives. Du fait de sa progéniture, le père des deux rois acquit le statut de grand chef du territoire appartenant à ses frères. Il s'agit du roi Nkouadjo du royaume Lup Ngeu.

### La chefferie traditionnelle
La lignée des chefs supérieurs reconnus débute à partir du roi Nkouadjo. L'on décompte quatorze rois. Cependant le siège de la chefferie connaît plusieurs modifications du fait des guerres avec les tribus voisines et la recherche des ressources naturelles. Le site actuel est la conséquence du besoin de s'installer auprès d'une rivière afin de satisfaire les besoins en eau potable et la pratique de certaines cérémonies traditionnelles. Une anecdote veut que les Baloumgou, du fait de leurs nombreux changements de chefferies, changent  mystiquement, dans leur intérêt, le cours d'eau de la rivière Chekong qui se jette initialement sur le territoire d'une chefferie voisine (celle des Banyangam. Les différents sites utilisés pour la chefferie sont les suivants :
- Le site Touna Fopleup dans le quartier Tchitchi.
- Le site Fopsack, qui est le lieu de naissance du fondateur de la chefferie Bangoulap.
- Le site Képintouo, qui est le site de nombreuses batailles. Le nom du site est devenu le cri de ralliement des Baloumgou. Il est toujours utilisé lors de rassemblement de ceux-ci.
- L'actuel site Toukoung, situé au bord de la rivière Chekong. Ce site est établi par le roi Tounkep.

Le roi actuel des Baloumgou est sa majesté Wache Nobert.

### Conflit Baloumgou - Bangou
Selon la tradition orale, l'origine du conflit entre les Baloumgou et les Bangou débute au XXe siècle. Les chefs traditionnels de la région l'Ouest du Cameroun sont conviés à prendre part à une cérémonie traditionnelle au village Bandjoun, c'est de cette cérémonie que naît la rivalité entre les chefs Bangou et Baloumgou.
Un deuxième acte découlant de la rivalité entre ces deux peuples concerne l'assassinat programmé du chef des Baloumgou par le chef Bangou. L'histoire raconte que le chef Bangou, de caractère expansionniste convoite les terres fertiles et prospères du village voisin. Cependant, contrairement aux autres villages conquis par la violence (Ndengnieup, Medjieu, Ndenkop), il utilise la ruse pour s'approprier les terres des Baloumgou. Après l’assassinat de son homologue, il entreprit de le remplacer au trône. Seulement, il se trouve confronté à une résistance farouche de la part du peuple. La conséquence est l'émiettement du territoire des Baloumgou avec l'aide des Bangoua.
L'arrêté préfectoral du 17 mars 1967 portant désignation des chefs des quartiers de l'arrondissement Bangou constitue une autre source dans les relations conflictuelles entre les Bangou et les Baloumgou. Le chef Bangou, sa majesté feu Djomo Christophe, est soupçonné d'être impliqué dans l'établissement de cet arrêté qui de par son contenu, marginalise les Baloumgou au profit des Bangou. Les Baloumgou s'opposent à cet arrêté en en faisant valoir un  décret présidentiel, datant du 15 juillet 1977 dont l'objet est la hiérarchisation des chefferies traditionnelles. De ce fait, l'applicabilité de l'arrêté préfectoral devient improbable.

### Conflit Baloumgou - Bangoua
Selon toujours la tradition orale au travers du patriarche Mba'a Sa'a Ndep, la guerre entre les Baloumgou et les Bangoua commence en 1957[réf. nécessaire]. Cette guerre provoque l'exil d'une grande partie des populations Baloumgou vers les villages Bamena, Bangoulap et autres coins du Cameroun.

### Conflit Baloumgou - Bamena
À l'origine, les Baloumgou et les Bamena possèdent un ancêtre commun. Cependant, les Bamena refusent d'intervenir lors des différentes guerres des Baloumgou. La rivalité éclate lors de la réalisation d'un projet de construction d'un Collège d'Enseignement Secondaire (CES) dans la réserve forestière de Baloumgou. Les Bamena font obstacle au dit projet, se réclamant propriétaires de la réserve forestière. Cette réclamation est conséquente du fait qu'en 1970, la réserve forestière appartient au département du Ndé qui administre dès lors les deux villages.

### Les années 1960
Le maquis qui sévit au pays dans les années 1960, crée le déplacement des populations du village vers les forêts. Ceci dans le but de se protéger des poursuites de l'administration de l'époque. Le retour au calme une dizaine d'années plus tard marque le retour de villageois exilés.

## Culture locale et patrimoine
La culture Baloumgou est assez riche et complexe.

### Patrimoine culturel

#### Les danses traditionnelles
Elle se caractérise par certaines activités telles les danses traditionnelles, on en dénombre quatre :
- La danse de Medjong. Elle est fondée par le chef Baloumgou. Ces danseurs sont considérés comme étant les gardiens de la tradition, ce sont des jeunes gens de forte constitution qui sont envoyés en avant poste lors des situations délicates. Ils font partie du folklore Baloumgou et participent aux différentes festivités organisées par le village ;
- La danse de Gokpeme ;
- La danse Kessou ;
- Les Ngwa Ntep Ntep.

#### Le veuvage
Le veuvage débute après l'inhumation du proche défunt. Les membres de la famille se coiffent au plus du corps dans un délai de sept jours après l'inhumation. Pour ce qui est de la femme du défunt, elle doit se vêtir d'un simple cache sexe, éviter de se laver et se coucher uniquement sur les feuilles de bananier sèches. Du fait des contraintes sociologiques actuelles, la durée du veuvage est ramenée de neuf mois à neuf jours. L'une des pratiques consiste dans le choix d'un petit fils du défunt qui doit administrer une fessée à la veuve chaque fois qu'elle entre dans la maison de défunt. Du fait de la pratique de polygamie, la première épouse possédant plus de droits que ces concubines. De ce fait, durant la période du veuvage, elle est l'initiatrice de toutes les actions de ses concubines et celles-ci lui doivent entière soumission. Durant cette période, les enfants du défunt préparent quotidiennement un mets composé de plantain pour les veuves.

### Composition religieuse
Deux grandes doctrines religieuses principales caractérisent le village:
- Le christianisme marqué par les religions catholiques et protestante;
- L'islam, pratiquée par une minorité

### Personnalités liées à la commune
- Javis Nana Duehou: Journaliste à une chaîne de télévision privée Camerounaise[11],[12]

## Population et société
L'absence d'infrastructures et la vétusté de celle existante ne favorise guère la scolarisation des enfants.

### Enseignement
Le village dispose d'infrastructures scolaires de bases
| Établissements scolaires | Établissements scolaires                       | Établissements scolaires |
| ------------------------ | ---------------------------------------------- | ------------------------ |
| Type d'établissement     | Dénominations                                  | Année de création        |
| Écoles primaires Publics | École publique de Baloumgou centre             | 1966                     |
| Écoles primaires Publics | École publique de Gwetcha                      | 2003                     |
| Écoles primaires Publics | École Saint Kisito de Tchitchi                 | 1970                     |
| Écoles primaires Publics | École publique de Tchitchi 2                   | 2004                     |
| École Maternelle         | École maternelle de Baloumgou                  | 2003                     |
| Secondaire               | Collège d'enseignement secondaire de Baloumgou | 2008                     |

- En 2012, le Collège d'enseignement secondaire  compte un effectif total de 500 élèves (200 garçons pour 300 filles) avec une moyenne de 35 tables bancs par salle de classe (8 classes au total). Le niveau scolaire ici va jusqu'au niveau de 3e[5].

### Santé
Le village dispose d'un centre de santé intégré public. Ce centre de santé date de 1965. Le centre de santé dispose néanmoins de peu d'équipements de santé fiables et de médecins qualifiés. Pour ce qui est de la gestion des cas d'urgences, les malades se rendent en général au centre de Bangangté ou à l'hôpital religieux de Bangoua.

### Eau
L'accès à l'eau pour les populations du village s'effectue par voie de captage des sources et des forages. Néanmoins, cette méthode s'avère insuffisante pour satisfaire une demande démographique sans cesse croissante. Le village dispose d'un captage et trois sources. Les forages sont la propriété des particuliers et l'essentiel de la population s'approvisionne dans les sources.

### Électricité
Le village bénéficie du réseau électrique national. Cependant, pour ceux qui n'en bénéficient pas, l'éclairage s'effectue aussi via les voies et moyens rudimentaires tels: les lampes solaires, lampes tempêtes, torches, feu de bois et groupes électrogènes privés. ² Pour ce qui est des télécommunications, les opérateurs téléphoniques privées MTN et Orange assurent la couverture du village pour une réception de bonne qualité.

## Économie
L'économie est fonction du capital humain présent au village. Cependant celui-ci subit de nombreuses migrations vers la ville, et souvent de la ville vers le village. Dans l'un cas comme dans l'autre plusieurs difficultés subsistent. Pour ceux venant des villes, se posent les problèmes d'adaptation aux conditions du village, le dépaysement du fait d'avoir fait l'essentiel de leur temps en ville, l'absence d'électricité, de réseau de distribution d'eau potable.

### Agriculture
L'agriculture demeure la principale activité pratiquée par les villageois et elle est de type traditionnel. Il s'agit d'une agriculture de subsistance pratiquée durant toute l'année avec des périodes d'intensité bien définies. Les espaces agricoles sont acquis de façon libérale pour les natifs, et peuvent être loués aux étrangers via les chefs de familles des propriétaires.

#### Systèmes agricoles
La croissance démographique assez importante conduit à la raréfaction des surfaces cultivables et à la dégradation de l'environnement. Cette dégradation s'explique par le ruissellement des terres situées sur les pentes montagneuses du fait des précipitations agressives. Cet état de situation conduit à la complexité de systèmes agricoles qui peuvent se subdiviser en deux grands groupes:
- Le système traditionnel intensif pratiqué sur les zones habitées. Ce système agricole associe une polyculture intensive (arachides, maïs, patates douces, haricots, ignames) à un petit élevage (chèvres, porcs, volailles). Cette pratique s'effectue tout le long des versants des collines. La partie supérieure des versants porte soit des pâturages des moutons et chèvres, soit les champs vivriers temporaires ou permanents. La partie intermédiaire sert de zone d'habitat associée aux jardins des cultures complexes (macabos, manioc, taros, ignames). Et enfin, les bas-fonds réservés aux palmiers de raphia, de bananiers et de cultures diverses.
- Une agriculture itinérante : il s'agit ici d'un système dans lequel les champs sont défrichés et cultivés durant une période brève pour être ensuite mis en jachère. Cependant, les longues périodes de jachère sont remplacées progressivement par l'exploitation intensive des champs proches du lieu d'habitation, et par des assolements plus long des champs éloignés.
- Une agriculture de rente: les principales cultures de rente ici sont le cacao et le café. Elle s'effectue en général sur une superficie d'environ 2 ha. Cette agriculture est peu pratiquée actuellement du fait de la baisse des prix du cacao et café. Toutefois, le revenu occasionné par cette vente permet en général de subvenir aux problèmes financiers familiaux et à la scolarisation des enfants;

#### Problèmes liés à la pratique de l'agriculture
Les problèmes liés à l'agriculture sont de plusieurs ordres. Ceux-ci conduisent en général à une baisse de la production agricole. On y dénombre les problèmes suivants: la pourriture des vivres; les fluctuations climatiques; les attaques des rongeurs, une main d’œuvre insuffisante peu qualifiée du fait de l'exode rural; l'absence des moyens financiers; les techniques culturales peu évoluées; le mauvais état des pistes qui rend difficiles les conditions d'évacuation des vivres frais.

#### Techniques de maintien de la fertilité
Les différentes techniques de maintien de la fertilité pratiquées dans le village sont:
- La jachère : cette technique favorable à la conservation de l'environnement se base sur une reconstitution naturelle des éléments nutritifs du sol.
- L'association de l’élevage et à la culture : ici les parcelles laissées en jachère sont associées aux pâturages. Les chèvres et moutons, en se nourrissant des résidus des précédentes récoltes, enrichissent le sol via le fumier; Ce fumier est ensuite exploité dans les sillons lors de la pose des semences.

### Élevage
La pratique de l’élevage domestique est une activité peu prisée par les villageois. Cet élevage est constitué de porc, de volailles, de gros et petits ruminants. L’élevage est très peu pratiqué du fait des contraintes financières assez limite et techniques liées à cette activité (la prévention de certaines maladies telle la peste, grippe aviaire). Une autre raison vient du fait des dommages aux cultures, causées par certains animaux laissés en divagation (porcs, volailles, chèvres, canards). Ces dommages entraînent souvent des conflits entre riverains, ces conflits se résolvent via un désintéressement financier des détenteurs des animaux aux victimes. L’élevage des poulets et des chèvres demeure plus important, néanmoins c'est la vente des chèvres et des moutons qui rapporte le plus grand revenu.
Le tableau ci-dessous dressent un aperçu des animaux élevés et leurs revenus[réf. nécessaire]:
| Animaux | Taille Élevage | Part consommée | Part commercialisée | Revenu annuel moyen/ Éleveur |
| ------- | -------------- | -------------- | ------------------- | ---------------------------- |
| Chèvre  | 8              | 3              | 5                   | 150.000 FCFA                 |
| Mouton  | 10             |                | 10                  | 200.000 FCFA                 |
| Poulet  | 15             | 10             | 5                   | 40.000 FCFA                  |
| Vache   | 10             |                | 10                  | 1.000.000 FCFA               |
| Porc    | 10             | 8              | 2                   | 650.000 FCFA                 |

### La chasse
Certains villageois pratiquent la chasse traditionnelle. Celle-ci s'effectue à l'aide des chiens et des fusils. Le gibier est prioritairement destiné à la consommation locale et l'excédent est commercialisé. Cette pratique est souvent assimilée dans certains cas au braconnage qui affecte certaines espèces. Les animaux les plus chassées sont le rat sauvage, le hérisson, la biche, l'écureuil, le porc-épic, l'antilope, le rat palmiste. La pratique de la chasse est néanmoins peu prisée du fait de la préférence des populations pour l'agriculture vivrière. La chasse est intensément pratiquée durant la période allant de décembre à février, et l'essentiel du gibier est destiné à la consommation.

### Activités économiques
Les activités économiques liées au village sont en général informelles.

#### Vente de pierres et sable
Elle consiste dans la collecte des sables dans les rivières. Ce sable est utilisé pour les travaux de construction des habitations. Les habitats sont regroupés et construits en matériaux locaux de briques de terre, ou parpaings et de toitures en tôle. Le village dispose aussi d'une carrière de pierres. Elle se situe à Toukong. La vente des pierres est pratiquée par tous. Les lieux d'extraction sont définis par le propriétaire ou le chef du chantier après avoir acquis l'autorisation auprès du chef du village; la vente de terre étant interdite.

## Environnement

### Réserve forestière
Depuis le 21 août 2012, le gouvernement Camerounais, via le ministère des forêts et de la faune transfère la gestion de certaines réserves forestières aux communes. La réserve forestière de Baloumgou est transférée à la commune de Bangangté. Le village possède une réserve forestière d'une superficie comprise entre 115 et 169 ha. Cette réserve se trouve à 12,5 km à vol d'oiseau de la ville de Bangangté et s'étend sur les flancs des collines et partiellement dans les ravins. On y trouve certaines espèces animales telles les biches, les singes qui sont menacées d'extinction du fait du braconnage.

### Exploitation forestière
L'exploitation des arbres de la forêt du village est maintenant moins intensive que par le passé. Cette activité est actuellement libre pour les natifs du village et nécessite pour les étrangers une autorisation préalable. Cela s'explique aussi par la rareté des arbres et le peu d'arbres restant est utilisé par les villageois comme bois de chauffe.

## Administration

### Politique
Le parti du Rassemblement démocratique du peuple camerounais (RDPC est solidement encré au village et la grande majorité du village y sont des partisans.